# صادق الأحمد
صادق الأحمد لاعب كرة قدم سعودي محترف، يلعب في مركز قلب الدفاع في نادي قرية العليا.

## مسيرة اللاعب
كانت بداياته مع نادي الفتح و انتقل إلى نادي ضمك في عام 2015 و في عام 2016 وقع مع نادي النجوم و وقع مع نادي الثقبة مطلع عام 2018 و وقع مع نادي الترجي مطلع عام 2019 و وقع مع نادي العمران في صيف 2019 و وقع مع نادي السلمية في عام 2020 و وقع مع نادي الجبيل في عام 2021 و وقع مع نادي بيش في مطلع عام 2022 و وقع مع نادي النور في صيف 2022 وعاد إلى نادي السلمية مطلع عام 2024 ووقع مع نادي قرية العليا في عام 2024.

## روابط خارجية
- صادق الأحمد على موقع Soccerway.com (الإنجليزية)